# جوش روشينق
جوش روشينق (بالإنجليزية: Josh Rushing)‏ ،( ولد 24 يوليو 1972) قائد سابق في البحرية الأمريكية. عمل كمسؤول إعلامي في القيادة المركزية للعمليات العسكرية أثناء الحرب على العراق 2003، أصبح مشهوراً بعد ظهوره في الفيلم الوثائقي غرفة التحكم، الذي وثق حواراته مع الصحفي في محطة الجزيرة حسن إبراهيم. ترك سلاح البحرية بعد أن طلب منه البنتاغون عدم التحدث في الفيلم. يعمل الآن كمحلل عسكري في قناة الجزيرة الإنجليزية، وله بعض الأفلام الوثائقية والتقارير.

## روابط خارجية
- جوش روشينق على موقع IMDb (الإنجليزية)
- جوش روشينق على موقع قاعدة بيانات الفيلم (الإنجليزية)